# Chloridolum goirani
Chloridolum goirani är en skalbaggsart som beskrevs av Vives, Aberlenc, Sudre, Aberlenc och Henri L. Sudre 2008. Chloridolum goirani ingår i släktet Chloridolum och familjen långhorningar. Inga underarter finns listade i Catalogue of Life.